# Flers-sur-Noye
Flers-sur-Noye is een gemeente in het Franse departement Somme (regio Hauts-de-France) en telt 342 inwoners (1999). De plaats maakt deel uit van het arrondissement Montdidier.

## Geografie
De oppervlakte van Flers-sur-Noye bedraagt 4,7 km², de bevolkingsdichtheid is 72,8 inwoners per km².
De onderstaande kaart toont de ligging van Flers-sur-Noye met de belangrijkste infrastructuur en aangrenzende gemeenten.
De gemeente is genoemd naar de Noye, rivier die door de gemeente stroomt.

## Demografie
Onderstaande figuur toont het verloop van het inwonertal (bron: INSEE-tellingen).